# Casa de Esfendadates
A Casa de Esfendadates (em grego clássico: Σφενδαδάτης; romaniz.: Sphendadátes) Isfandiar (em persa: اسفندیار; romaniz.: Isfandiyar), Espandiate (em persa médio: 𐭮𐭯𐭭𐭣𐭩𐭲; romaniz.: Spandyat; lit. "dado por Espenta Armaiti"), Espandiade (Spandiyadh) ou Espendiade (Spendiad) foi uma das sete grandes casas do Império Sassânida. Como a Casa de Mirranes, era originária da região de Rai, o que fez o estudioso alemão Theodor Nöldeke sugerir que podem ter sido a mesma família. Como a maioria das outras sete grandes casas, era de origem parta. Alegou descendência da lendária figura caiânida Esfendadates, que era filho de Histaspes, que de acordo com fontes zoroastristas foi um dos primeiros seguidores de Zoroastro.